# Padronelo
Padronelo is een plaats (freguesia) in de Portugese gemeente Amarante en telt 904 inwoners (2001).